# Русский язык в Молдове
Русский язык в Молдове — второй по распространению язык в Молдове после автохтонного румынского языка. Является родным языком для русского населения Молдовы. Традиционно выступает как второй язык или же (в зависимости от образования и места жительства) первый иностранный язык для нерусского населения республики. Получил широкое распространение на территории современной Молдовы после 1812 года, когда многонациональная Бессарабия вошла в состав Российской империи (по результатам русско-турецкой войны 1806—1812 гг.) и русский фактически стал языком межнационального общения, а также исполнял функции официального языка в 1812—1918 гг., затем в 1944—1989 (наряду с румынским языком на кириллице). После принятия закона о функционировании языков на территории Республики Молдова, утратил государственный статус, но сохранил статус языка межнационального общения. В то же время русский язык значительно укрепил свои позиции в де-факто независимом Приднестровье, в котором он стал самым употребительным из трёх официальных языков республики.
Согласно опросам 2011 года 62% населения Молдовы свободно говорят, читают и пишут на русском языке. 18% населения говорят и читают, но пишут с ошибками на русском языке. 1% населения Молдовы совсем не знает русского языка.

## Данные переписи 2004 года
Перепись населения в Молдове 2004 года показала что в республике проживают: молдаване — 68,8 %, гагаузы — 11,4 %, русские — 8,4 %, украинцы — 5,9 % , румыны — 2,2 %, болгары — 1,9 %, другие и не указавшие — 1,4 % жителей страны.
При переписи 2004 года 20,8 % населения Молдовы в качестве родных указали языки, не совпадающие с их национальностью. Среди русских русский родным языком назвали 97,2 %. Среди молдаван 2,5 % назвали родным русский и 0,3 % другие языки. 31,8 % украинцев Молдовы родным назвали русский. 5,8 % гагаузов назвали родным русский язык. 13,9 % болгар республики также назвали родным русский.
Вместе с информацией о родном языке перепись 2004 года также собрала информацию о языке, на котором чаще всего разговаривает население. Из общего числа жителей страны 75,2 % обычно разговаривают на румынском языке, 16,0 % — на русском, 3,8 % — на украинском, 3,1 % — на гагаузском и 1,1 % — на болгарском. Таким образом доля русскоговорящих (16 %) более чем в 2,7 раза превышает долю этнических русских в современной Молдове (5,9 %). На всех прочих языках обычно разговаривают 0,4 % всего населения.
Несмотря на то, что большинство национальностей республики родным языком указали язык своей национальности, половина украинцев, треть болгар и четверть гагаузов обычно разговаривает на русском языке. Молдаване, которые обычно разговаривают на русском языке, составляют 5,0 % от общего их числа, в основном это городские жители гг. Кишинёв и Бельцы. Примечателен и тот факт, что и среди национальных меньшинств 6,2 % украинцев, 4,4 % русских, 1,9 % гагаузов, 2,2 % румын и 7,1 % болгар разговаривают в свою очередь чаще всего на румынском языке. Таким образом доля русских, чаще всего использующих румынский (4,4 %), практически равна доле молдаван чаще всего использующих русский (5,0 %).

## Статус
Закон о функционировании языков принят в 1989 году, позднее в него внесены поправки. Русский язык обозначается как язык межнационального общения в СССР. По состоянию на 2013 год, в парламент внесен законопроект о лишении русского языка этого статуса.
С 4 июня 2018 года закон «О функционировании языков на территории Республики Молдова» утрачивает силу по решению Конституционного суда. Однако статус русского языка как языка межнационального общения определен еще в четырех не отменённых законодательных актах.
В 2001 году были приняты законы, предусматривавшие использование русского языка в записях актов гражданского состояния, названиях населённых пунктов и улиц, но в 2002 году соответствующие положения законов были объявлены противоречащими конституции постановлением конституционного суда.
В 2012 г. парламент республики Молдовы решил, что данные в удостоверения личности будут вноситься лишь на государственном языке, в то время как ранее надписи дублировались на русском.
Согласно законодательству Республики Молдовы, за русским языком закреплён статус одного из официальных языков в Автономном территориальном образовании с особым правовым статусом Приднестровье (территория которого контролируется непризнанной Приднестровской Молдавской Республикой) и Гагаузии.
В Гагаузии, по сделанному в 2002 году сообщению главы автономии, большинство учащихся учится на русском языке, который также доминирует в СМИ и используется в официальном делопроизводстве.
По данным на 2014 год, в Молдове действует 263 доуниверситетских учебных заведения с обучением на русском языке.